# Llista de Creus de Sant Jordi/2021

#### Persones
Informació actualitzada per un bot. Els canvis manuals es perdran quan s'actualitzi!
| Persona                                | Wikidata   | Descripció                                        | Ocupació | Imatge |
| -------------------------------------- | ---------- | ------------------------------------------------- | --- | ------ |
| Pau Gasol i Sáez                       | Q193052    | jugador de basquetbol català                      | jugador de bàsquet actor esportista professional                                                                   |        |
| Francisco Ibáñez Talavera              | Q981460    | guionista i dibuixant de còmics                   | autor de còmic escriptor guionista de còmics dibuixant                                                             |        |
| Enric Larreula i Vidal                 | Q3753560   | escriptor català                                  | escriptor poeta |        |
| Àngels Ribé i Pijuan                   | Q3816935   | artista                                           | fotògraf artista visual artista d'instal·lacions                                                                   |        |
| Alèxia Putellas i Segura               | Q4721366   | futbolista catalana                               | futbolista |        |
| Mònica Terribas i Sala                 | Q4897147   | periodista catalana                               | periodista professor d'universitat presentador de televisió guionista comentarista polític director de documentals |        |
| Justo Molinero Calero                  | Q9016849   | periodista català                                 | periodista |        |
| Joana Escobedo i Abraham               | Q16941932  | escriptora, filòloga i bibliotecària catalana     | filòleg bibliotecari professor de català                                                                           |        |
| Joan Panisello i Chavarria             | Q19299957  | Ceramista català                                  | ceramista |        |
| Jesús Alturo i Perucho                 | Q28123979  | paleògraf, filòleg i historiador català (1954 - ) | historiador filòleg paleògraf                                                                                      |        |
| Francesc Vilasís i Fernández-Capallejà | Q64015208  | Artista català                                    | esmaltador |        |
| Elena Jaumandreu                       | Q76995744  | muntadora cinematogràfica catalana                | muntador |        |
| Mercè Izquierdo i Aymerich             | Q93434212  | científica i professora                           | científic |        |
| Anna Rosa Cisquella                    | Q97189665  | actriu i productora teatral                       | actor productor de teatre                                                                                          |        |
| Mariona Carulla i Font                 | Q99573458  | empresària i promotora cultural                   | empresari mecenes                                                                                                  |        |
| Ernest Costa i Savoia                  | Q100892770 | fotògraf, etnògraf i naturalista català           | fotògraf etnògraf naturalista escriptor                                                                            |        |
| Anna Navarro Descals                   | Q104177450 | empresària catalana                               | empresari polític                                                                                                  |        |
| Isabel Etxeberria                      | Q108061899 | mestra donostiarra, resident a Llançà             | professor |        |
| Manuel Heredia Jiménez                 | Q109861608 | president de l'Associació gitana de Sabadell      | activista social                                                                                                   |        |
| Rafael Tous i Giner                    | Q109861893 | empresari tèxtil i col·leccionista d'art català   | empresari col·leccionista d'art                                                                                    |        |

#### Entitats
Informació actualitzada per un bot. Els canvis manuals es perdran quan s'actualitzi!
| Entitat                                                                    | Wikidata   | Descripció                                                                         | Imatge |
| -------------------------------------------------------------------------- | ---------- | ---------------------------------------------------------------------------------- | ------ |
| Els Pets                                                                   | Q1333372   | grup musical català                                                                |        |
| Col·legi d'Arquitectes de Catalunya                                        | Q11914780  | corporació que vetlla per l'arquitectura, l'urbanisme i representa els arquitectes |        |
| Fundació Catalana de l'Esplai                                              | Q11923253  |                                                                                    |        |
| Societat Catalana de Medicina Familiar i Comunitària                       | Q11950000  |                                                                                    |        |
| Federació Catalana de Natació                                              | Q20106398  | federació esportiva catalana                                                       |        |
| Col·legi d'Enginyers Graduats i Enginyers Tècnics Industrials de Barcelona | Q64022777  |                                                                                    |        |
| Associació Cultural Recreativa Unió Calafina                               | Q109861154 | entitat de Calaf                                                                   |        |
| Associació de Voluntaris de Protecció Civil d'Argentona                    | Q109861195 |                                                                                    |        |
| Consell de Col·legis d'Infermeres i Infermers de Catalunya                 | Q109861285 |                                                                                    |        |
| Escola de Grallers de Sitges                                               | Q109861310 | Escola de músics de gralla a Sitges                                                |        |